# Луис Бромфийлд
Луис Бромфийлд (на английски: Louis Bromfield) е американски природозащитник, пионер в иновативните научни концепции за земеделие, и отличен с награда „Пулицър“ продовит писател на произведения в жанра социална драма и документалистика.

## Биография и творчество
Луис Бромфийлд е роден на 27 декември 1896 г. в Мансфийлд, Охайо, САЩ, в семейството на Чарлз Бръмфийлд, банков касиер и брокер на недвижими имоти, и Анет Култър, дъщеря на фермер от Охайо. Има брат и сестра. Като тийнейджър обича да работи във фермата на дядо си. През 1914 г. започва да следва селско стопанство в Университет „Корнел“, но поради влошеното финансово състояние на семейството му напуска след първия семестър. Родителите му продават къщата си в центъра на Мансфийлд и се преместват във фермата на дядото в покрайнините на града. В периода 1915 – 1916 г. се бори да съживи непродуктивната семейна ферма, опит, за който по-късно пише с горчивина в автобиографичния си роман „Фермата“.
През 1916 г. започва да следва журналистика в Колумбийския университет, но след по-малко от година напуска и се записва като доброволец в Първата световна война с Американската полева служба. Служи като шофьор на линейка в армията на САЩ и е прикрепен към френската пехота. Участва в големи действия по време на Пролетното настъпление и Стодневното настъпление, а през лятото на 1918 г. за кратко е заловен от германската армия. Уволнен е от армията през 1919 г.
След демобилизацията си работи в Ню Йорк като журналист, музикален критик и рекламен мениджър, наред с други работни места. През 1921 г. се жени за социалистката Мери Апълтън Ууд в Ипсуич, Масачузетс. Имат три дъщери – Ан, Хоуп и Елън.
Първият му роман „Дървото на зеления залив“ (The Green Bay Tree) е издаден през 1924 г. Главната героиня е своенравна и независима, характеристика, която се повтаря в много от следващите му книги. Следва обемният му роман „Пътят към славата“ от 1925 г., който представя историята на концертиращата пианистка Елън Толивър, известна още като Лили Бар.
През ноември 1925 г. се мести в Париж, където се свързва с много от централните фигури на Изгубеното поколение, особено Гъртруд Стайн, Синклер Луис и Ърнест Хемингуей. През 1927 г. е издаден романът му „Ранна есен“, който е суров портрет на пуританската среда в Нова Англия. Романът печели наградата „Пулицър“. Следва още негови бестселъри като „Добра жена“ (за взаимоотношенията между майка и син), „Случаят с Мис Ани Спраг“ и „Двадесет и четири часа“ (екранизиран през 1931 г.). Въпреки че са написани във Франция, тези произведения се фокусират върху живота в Съединените щати, а всеки от тях третира темата за опитите на отделните хора да избягат от господството на семейството и традицията.
За кратко работи в Холивуд и като сценарист на договор за Самюел Голдуин-младши. През 1930 г. се премества в реновирана къща на енорийски свещеник от 16-и век в Сенлис, департамент Оаз. Там създава сложна градина на брега на река Нонет, където отглежда зеленчуци и над 350 вида цветя. Там организира партита за художници, писатели, актьори и светски личности от този период, като Гъртруд Стайн, Алис Токлас, Елза Шиапарели, Доли Уайлд, Лесли Хауърд, Ноел Хаскинс Мърфи, Дъглас Феърбанкс, сър Франсис Роуз, Франсис Скот Фицджералд и Зелда Фицджералд. Той се увлича по градинарството, учи техники за интензивно градинарство от своите съседи селяни в Сенлис, и има връзка и кореспонденция с Едит Уортън, която проектира градини в нейното имение.
През този период той прави и две дълги пътувания до Индия. Посещава почвения институт на сър Албърт Хауърд в Индаур, и град Вадодара, където е гост на махараджата Саяджирао Гаеквад III. Тези му пътувания водят до създаването на бестселъра му „Дъждове“ от 1937 г. Той е екранизиран в популярен филм през 1939 г. с участието на Мирна Лой и Тайрън Пауър, както и в римейка от 1955 г. „Дъждовете на Ранчипур“ с участието на Лана Търнър, Ричард Бъртън и Фред Макмъри.
В края на Гражданската война в Испания е председател на базирания в Париж Комитет за извънредни ситуации за американските ранени, който помага за репатрирането на доброволци, които са се били в интернационалните бригади. За участието си във войната получава ордена на Почетния легион.
През 1939 г. се мести в Охайо, където с приходите от романа „Дъждове“ финансира фермата си „Малабар“. Той купува 60 декара изтощена земеделска земя близо до град Лукас в Плезант Вали, окръг Ричланд. Построява ферма с 19 стаи в гръцки възрожденски стил. Използвайки опит и труд от агенции, като Службата за опазване на почвата и Гражданския консервационен корпус, рехабилитира земята си и прилага принципите за опазване на почвата – използва „зелени торове“, контурна оран, компостиране на листа и др., популяризирайки фермата като лице на „Новото земеделие“. Фермата „Малабар“ е посещавана от известни личности, включително Джоан Фонтейн, Джеймс Кагни, Хъмфри Богарт и Лорън Бакол.
През 1941 г. първи вицепрезидент на новата национална доброволческа организация „Приятели на Земята“, свързана със Службата за опазване на почвата на САЩ, която се стреми да коригира пагубните земеделски практики, завършили с прашни бури и други инциденти вследствие на широко разпространена ерозия на почвата през 30-те години. Организацията събира много видни гласове в екологията и селското стопанство на 20-и век, включително чрез книгата на Едуард Фокнър „Глупостта на орача“, който се застъпва за неорното земеделие, за да се избегне ерозията и да се поддържа плодородието на почвата. Популяризира списанието на организацията, „Земята“, в което публикуват известни автори като Е. Б. Уайт, Джон Дос Пасос, Хенри А. Уолъс, Рейчъл Карсън, и много други.
Заедно с засиления му интерес към селското стопанство и защитата на околната среда започва да пише поредица от мемоари, започвайки с успешната книга „Плезант Вали“. Литературната му кариера обаче върви надолу и той се сблъсква с големи финансови затруднения, усложнени от високите разходи за поддържане на неговата експериментална ферма. Съпругата му умира от рак през 1952 г. и той по-късно започва връзка с милиардерската наследница Дорис Дюк, която споделя интереса му към градинарството и защитата на природата.
Луис Бромфийлд умира от множествена миелома на 18 март 1956 г. в Кълъмбъс, Охайо. Погребан е във фермата „Малабар“.
През 80-те години на XX век е включен Залата на славата на земеделието в Охайо, а през 1996 г, за стогодишнината от рождението му, Министерството на земеделието на Охайо поставя негов бюст пред новата си централа в Рейнолдсбърг. През 1976 г., заради дългове, фермата „Малабар“ става държавен парк и туристическа атракция.

## Произведения

### Самостоятелни романи
- The Green Bay Tree (1924)[1][2]
- Possession (1925)
Пътят към славата, изд. „Световна библиотека“ (1938), прев. Невяна Розева
Лили Бар, изд. „М. Г. Смрикаров“ (1946), прев. Невяна Розева
Пътят към славата (Лили Бар), изд. „Световна библиотека“ (2000), прев. Невяна Розева
- Early Autumn (1926) – награда „Пулицър“
Ранна есен, изд. „Мозайка от знаменити съвременни романи“ (1947), прев. Рачо Стоянов
- A Good Woman (1926)
- The Strange Case of Miss Annie Spragg (1928)
Случаят с Мис Ани Спраг, изд. „Славчо Атанасов“ (1943), прев. Радка Крапчева
- Twenty-four Hours (1930)
Двадесет и четири часа, изд. „Мозайка от знаменити съвременни романи“ (1940), прев. Рачо Стоянов
- Night In Bombay (1931)
Нощ в Бомбай, изд. „Славчо Атанасов“ (1941), прев. Невяна Розева
- A Modern Hero (1932)
Един съвременен герой, изд. „Славчо Атанасов“ (1940), прев. от нем. Кръстю Велянов
- The Farm (1933) – автобиографичен роман
Фермата, изд.: „Отечество“, София (1983), прев. Виктория Русчева, Велка Агова-Петрова
- The Man Who Had Everything (1935)
Човекът, който имаше всичко, изд. „Славчо Атанасов“ (1941), прев. от нем. Борис Д. Паунов
Човекът, който имаше всичко, изд. „М. Г. Смрикаров“ (1941), изд. „Периодика“ (1993), прев. Борис Табаков
Преситеният, изд. „Мозайка от знаменити съвременни романи“ (1947), прев. Георги Д. Юруков
- The Rains Came (1937)
Дъждове, изд. „Славчо Атанасов“ (1938 – 1939), прев. Любен Сечанов
Дъждове, изд. „Бисер“ (1947), прев. Павел Спасов
- McLeod's Folly (1939)
Лудостта на Маклауд, изд. „Славчо Атанасов“ (1944), изд. „М.-Л.“ (1992), прев. Живка Драгнева
- Wild Is the River (1941)
Стихийна като реката, изд. „М. Г. Смрикаров“ (1943), прев. Радослав Горчев
- Until the Day Break (1942)
Париж пред изгрев, изд. „Фар“ (1945), прев. Румяна Христова
- Mrs. Parkington (1943)
Мисис Паркингтън, изд. „Средец“ (1946), прев. Нели Маринова
- What Became of Anna Bolton (1944)
Пътят на Анна Болтън, изд. „Средец“ (1947), изд. „:Бонкомерс“ Берковица (1992), прев. Нели Маринова
- Bitter Lotus (1945)
Горчивият лотос, изд. „Славчо Атанасов“ (1940), изд. „Атлантис“ (1991), прев. Анастасия Ганчева-Зографова
- Mister Smith (1952)

Други заглавия издадени в България (без информация за заглавието на оригинала)
- Животът не е толкова лош, изд. „Мозайка от знаменити съвременни романи“ (1940), прев. Боян Дановски
- Пръст Божий, изд. „Славчо Атанасов“ (1945), прев. Еню Колев
- Нюйоркска история, сп. „Икономия и домакинство“ (1940), изд. „Булстарс“ (1991), прев. от фр. Е. Минчева
- Нюйоркска легенда, изд. „Гармонд“ (2009), прев. Боряна Коларова

### Сборници
- Awake and Rehearse (1929) – разкази[1][2]
- Here Today and Gone Tomorrow (1934) – 4 новели (вкл. NO. 55, The Listener, Fourteen Years After и Miss Mehaffy)
Заведението 55, изд. „Мозайка от знаменити съвременни романи“ (1942), прев. Боян Дановски
- The World We Live In: Stories (1944) – разкази
- Kenny (1947) – 3 новели (вкл. Kenny, Retread, The End of the Road)
- Animals And Other People (1955) – разкази

### Пиеси
- The House of Women (1927) – адаптация на романа The Green Bay Tree

### Документалистика
- The Work of Robert Nathan (1928)[1][2]
- Tabloid News (1930)
- England, Dying Oligarchy (1939)
- Out of the Earth (1940)
- Pleasant Valley (1940)
- A Few Brass Tacks (1946)
- Colorado (1947)
- Malabar Farm (1947)
- The Wealth of the Soil (1952)
- Up Ferguson Way (1953)
- A New Pattern for a Tired World (1954)
- From My Experience (1955)
- Yrs, Ever Affly (1999) – кореспонденция с Едит Уортън

### Екранизации
- 1925 Bobbed Hair – история
- 1930 One Heavenly Night – история
- 1931 24 Hours
- 1932 Night After Night – по разказа Single Night
- 1934 A Modern Hero
- 1934 The Life of Vergie Winters – история
- 1939 The Rains Came
- 1940 It All Came True
- 1940 Brigham Young
- 1943 За кого бие камбаната, For Whom the Bell Tolls – съсценарист
- 1943 Johnny Come Lately – по McLeod's Folly
- 1944 Mrs. Parkington
- 1955 Crown Theatre with Gloria Swanson – тв сериал, 1 епизод
- 1955 Дъждовете на Ранчипур, The Rains of Ranchipur – по The Rains Came[2]
- 1956 Ethel Barrymore Theater – тв сериал, 1 епизод

## За него
- The Heritage: A Daughter's Memories Of Louis Bromfield (1999) – мемоари на дъщеря му Елен Гелд